# Okręg Koriacki
Okręg Koriacki (ros. Корякский округ, Koriakskij okrug) powstał 1 lipca 2007 w wyniku włączenia Koriackiego Okręgu Autonomicznego do nowo powstałego Kraju Kamczackiego i przekształcenia w jednostkę terytorialną tego kraju.

## Geografia
Okręg Koriacki położony jest na kontynencie azjatyckim. Większą część powierzchni pokrywają góry (Koriackie i Kołymskie). Główną rzeką jest Penżyna. Podstawowe gałęzie gospodarki to rybołówstwo, hodowla reniferów, myślistwo oraz wydobycie węgla brunatnego.

### Strefa czasowa
Okręg do 25 października 2014 należał do strefy czasowej Magadanu (MAGT): UTC+12:00 przez cały rok; po korekcie stref czasowych, od 26 października 2014 okręg należy do kamczackiej strefy czasowej (PETT): UTC+12:00 przez cały rok.

### Klimat
Klimat subarktyczny. Średnia temperatura stycznia od −24 °C do −26 °C, lipca od +10 do °C +14 °C. Roczna suma opadów 300–700 mm.

### Demografia
W 2002 roku populacja wynosiła 25 157 osób: Rosjanie stanowili 50,5%, Koriacy – 26,4%, Czukcze – 5,6%, Itelmeni – 4,7%, Ukraińcy – 4,08%, Eweni – 2,9%.

## Historia
W latach 1919–1922 ziemie Koriaków zostały opanowane przez Białą Gwardię, a następnie w 1923 przez Armię Czerwoną. W 1930 utworzono w ramach obwodu kamczackiego Koriacki Okręg Narodowościowy, który później zmienił nazwę na Koriacki Okręg Autonomiczny. W 1992 Koriacki Okręg Autonomiczny stał się osobnym podmiotem Federacji Rosyjskiej, formalnie wchodzącym jednak w skład obwodu kamczackiego, faktycznie będąc jednak od niego niezależnym. W wyniku przeprowadzonego 23 października 2005 referendum, 1 lipca 2007 Koriacki Okręg Autonomiczny został połączony z obwodem kamczackim w nowy podmiot Federacji Rosyjskiej – Kraj Kamczacki. Okręg, pod nową nazwą Okręg Koriacki, uzyskał w ramach Kraju Kamczackiego specjalny status.

## Podział administracyjny
Okręg podzielony jest na 4 rejony:
- rejon karagiński (Карагинский район)
- rejon olutorski (Олюторский район)
- rejon penżyński (Пенжинский район)
- rejon tigilski (Тигильский район)

## Tablice rejestracyjne
Tablice pojazdów zarejestrowanych w okręgu mają oznaczenie 82 w prawym górnym rogu nad flagą Rosji i literami RUS.